# ハブ (機械)
ハブ（英: hub）は円形または放射状の回転部品における軸付近の部位または構成部品である。元来は車輪のスポーク（輻）を車輪中心で放射状に固定する部品であるが、歯車やプーリー、プロペラなどの機械要素においても広く用いられる。

## 車輪

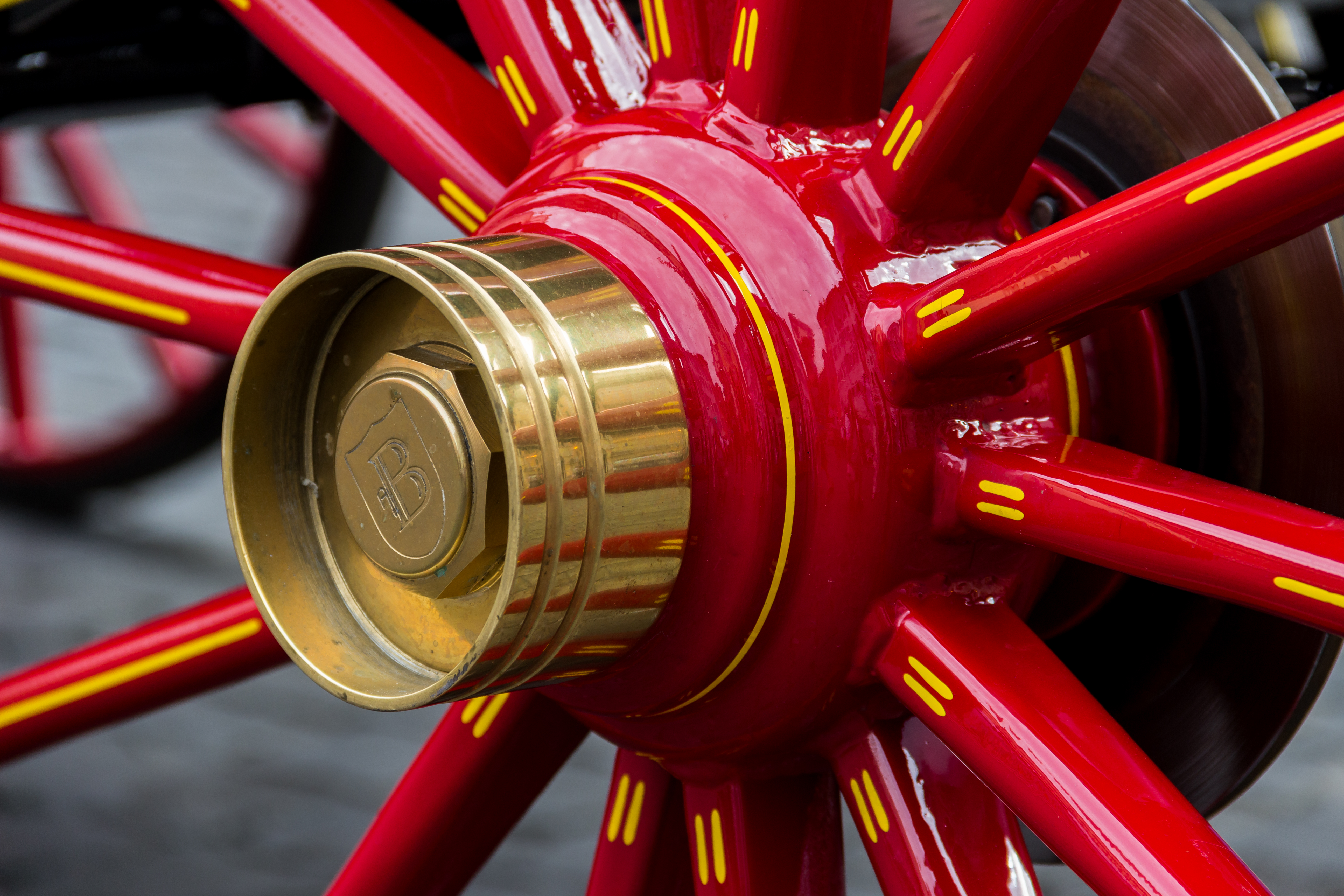
馬車のハブ

車輪の中心部にあり、車軸によって直接、あるいは車軸周辺の構造部品を介して回転可能に支持される。車輪を構成する1部品として、車輪外周のリム（輪木）を支えるスポークが差し込まれ、スポークからの荷重を受け止める構造が古くから用いられている。自転車やオートバイなどでは、現在もスポークと組み合わされる構造が広く用いられる。自動車などでは、容易に着脱可能なホイールを固定する、独立した部品を指す場合が一般的である。日本語では轂（こしき）とも呼ばれ、他のハブと区別するためにホイールハブ(英: wheel hub)と呼び分けられる場合もある。

### オートバイ
オートバイのうち、リムをワイヤースポークで支えるスポークホイールや板状のスポークで支えるコムスターホイール(英: comstar wheel)を採用する車種では、ハブは円筒形状の両端にスポークを固定するフランジを持つ独立した部品として組み込まれる。鋳造や鍛造で成型されたホイールを採用する車種では、ハブはホイールに一体成形されている。あるいは、片持ち式サスペンションを採用する場合は、ホイールとは別にサスペンションアームの先端に組み込まれてホイールを固定する部品を指す。
広く用いられている構造では、ハブの内部には左右1対のボールベアリングが組み込まれ、ベアリングを介してアクスルシャフトによって支持される。ハブの外部にはブレーキ部品や駆動伝達部品を固定する締結部が設けられていて、ディスクブレーキを採用する車種ではブレーキディスクが固定される。ドラムブレーキを採用する車種ではブレーキドラムがハブと一体成形されている場合が多い。チェーンドライブを採用する車種ではドリブンスプロケットが固定され、ドリブンスプロケットからハブへのトルク伝達にはハブダンパーが組み込まれる場合もある。ABSやトラクションコントロールを装備する車種では、車輪の回転速度を検出するパルスセンサーのセンサーリングが固定される。
電動オートバイのうちインホイールモーターを採用する車種では、ハブはモーターと一体構造となりハブモーターとも呼ばれる。かつてはサスペンション機構を後輪ハブに内蔵した車種もあり、この方式のサスペンションはハブクッション式サスペンションと呼ばれた。

### 自動車等

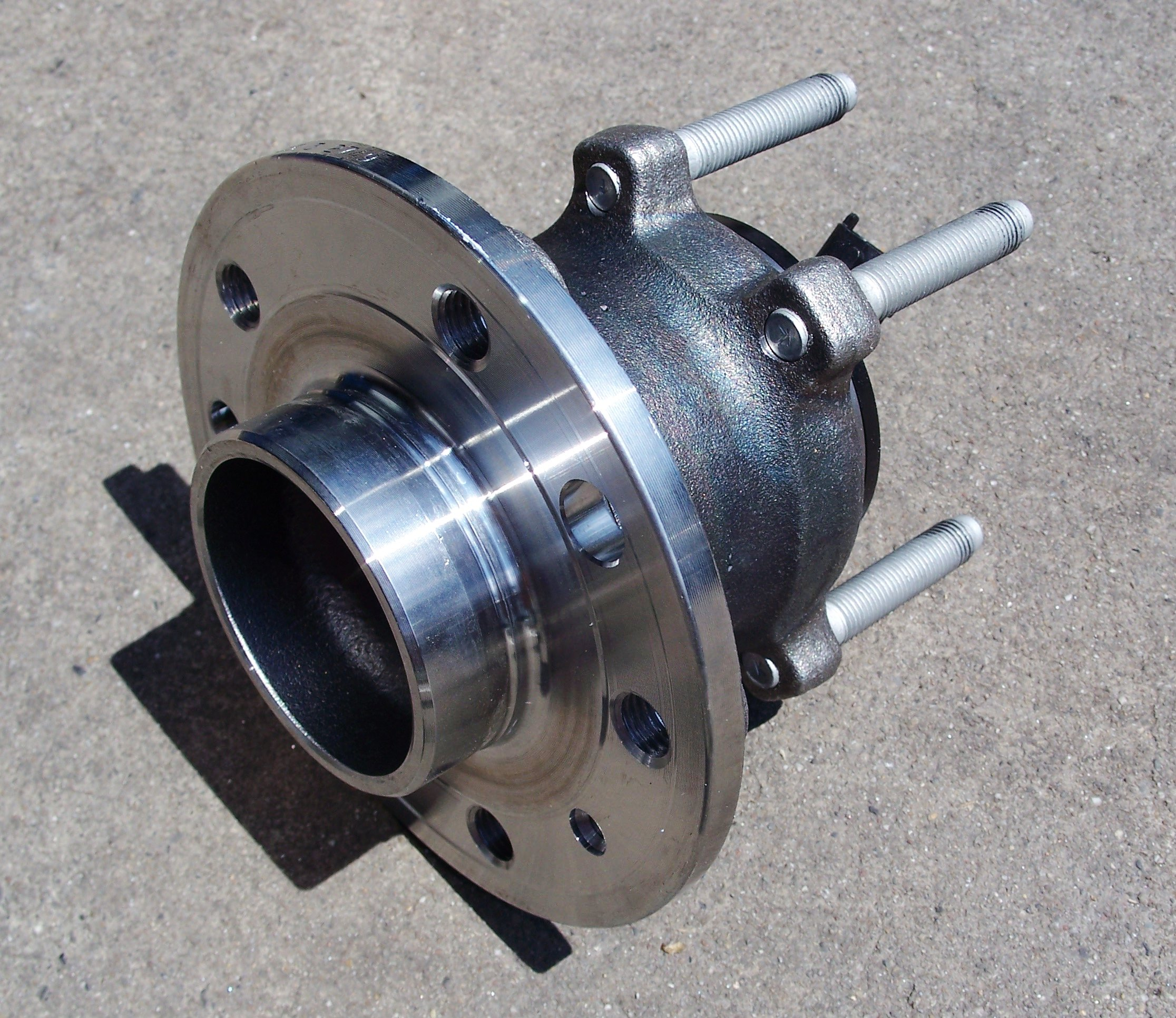
乗用車の後輪用ハブの例。ハブナックルと組みあわされた状態。

自動車などにおいては、ハブはホイールを構成する部品や部位ではなく、車体構造の一部としてホイールを固定する部品を指す場合が一般的である。ハブはハブナックル(英: hub knuckle)と呼ばれる保持部材にベアリングを介して保持される場合のほか、比較的小型で駆動輪に車軸懸架を採用する車種では駆動軸（アクスルシャフト）の先端に一体成形される場合もある。駆動輪の場合、ハブには駆動軸からトルクが伝達する構造が設けられていて、半浮動式車軸の場合はセレーションを採用し、全浮動式車軸や4分の3浮動式車軸では駆動軸とボルトで締結する構造を採用するのが一般的である。パートタイム式四輪駆動車では前輪のハブに、駆動軸とのトルク伝達を断接するクラッチ機構を設ける場合もあり、フリーホイールハブと呼ばれている。
ハブにはホイールのほかに、ディスクブレーキのディスクローターやドラムブレーキのドラムがホイールと共締めされて固定されるのが一般的である。また、ABSを装備する車種ではパルスセンサーのパルスリングが固定される。ホイールの固定には、ハブにハブボルト(英: hub bolt)と呼ばれるスタッドボルトを圧入固定して、ラグナット(英: lug nut)と呼ばれるナットでホイールを固定する場合と、ハブにネジ穴を開けてラグボルト(英: lug bolt)と呼ばれるボルトでホイールを固定する場合とがある。

### 自転車

カセット用フリーハブと多段フリーホイール用ハブの構造

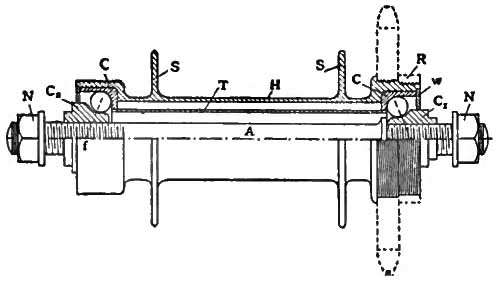
自転車ハブの構造

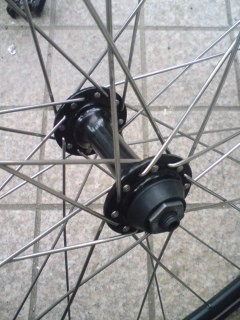
自転車のハブ（中央の黒い部品）

自転車ハブ (英語: bicycle hub) は、ダイナモ、ブレーキローター、ブレーキドラムが取り付けられる場合がある。

## 歯車等
歯車やスプロケット、輪軸といった機械要素では、軸を貫通させる穴とその周囲をハブと呼ぶ。樹脂製の歯車などでは金属製のハブを別に製作して組み合わせることで伝達トルクの許容量を増やす手法も採られる。
自動車用のトランスミッションのうち、常時噛み合い式マニュアルトランスミッションでは変速機構の噛み合いクラッチにクラッチハブ(英: clutch hub)と呼ばれるハブが用いられる。ハブは外周部にスプラインが切られた円板状の部品で、トランスミッションの軸と同じ回転速度で回転し、歯車に隣接して軸に固定、あるいは軸上をスライド可能に保持されている。ハブのスプラインには、円環形状の内側にスプラインが切られたスライディングスリーブが組み合わされ、ハブ上でスライド可能に保持されている。また、歯車の側面にはハブやスリーブと同じ歯数のスプラインが切られており、スリーブがスライドして噛み合うことでハブの回転、すなわち軸の回転を伝達する。